# This Strange Engine
This Strange Engine är Marillions nionde studioalbum och det femte med sångaren Steve Hogarth. Utkom i april 1997 på skivbolaget Castle.

## Bakgrund
This Strange Engine var det första studioalbumet som Marillion producerade själva, och det sålde hälften av vad föregångaren "Afraid of Sunlight" gjorde, så bandets ekonomiska tillvaro blev allt svårare. Marillion hade fått lämna EMI och låg nu på Indie-bolaget Castle, där de fick bristfällig marknadsföring.
Sångaren Steve Hogarth hade träffat den enda brittiska överlevande från Estoniakatastrofen, Paul Barney, och skrev därefter låten "Estonia".
"Man Of A Thousand Faces" och "80 Days" släpptes som singlar. En Europa och Sydamerika-turné efterföljde, dock utan ett Sverige-besök.
En USA-turné blev det också hösten 1997, som kunde göras för att man gjorde en insamling, (60 000$) via internet, en s.k. Gräsrotsfinansiering. Detta blev starten som inspirerade Marillion till kommande samarbeten med deras fans.

## Låttitlar[8]
1. Man Of A Thousand Faces  (7:33)
2. One Fine Day  (5:31)
3. 80 Days  (5:00)
4. Estonia  (7:56)
5. Memory Of Water  (3:01)
6. An Accidental Man  (6:12)
7. Hope For The Future  (5:10)
8. This Strange Engine  (15:37)